# Тип 99 (винтовка)
Arisaka Type 99 (九九式短小銃, Kyūkyū-shiki tan-shōjū) или Арисака обр. 1939 г. (в русском обозначении) — японская магазинная винтовка времён Второй мировой войны.

## Описание
Винтовка является модификацией винтовки «Тип 38» образца 1905 года, осуществлённой с учётом опыта войны в Маньчжурии (в ходе которой уже в начале 1930-х годов останавливающее действие 6,5-мм патрона было признано недостаточным) и начатой в 1937 году войны в Китае. В результате, на вооружение японской армии был принят новый винтовочно-пулемётный патрон 7,7×58 мм Арисака обр.1932 года, под который в 1939 году была разработана винтовка «тип 99» (официально принятая на вооружение в конце 1939 года).
В сравнении с винтовкой «тип 38», винтовка «тип 99» имеет новый укороченный ствол с четырьмя нарезами (шаг нарезов составляет 254 мм, однако глубина нарезов сделана большей, чем в винтовках армии США) и новый открытый рамочный прицел с апертурным (кольцевым) целиком, предназначенный для ведения прицельной стрельбы на дальность до 1500 метров. Оружие получило модернизированный затвор с увеличенными по площади упорами и усиленный выбрасыватель. Деревянные части изготовлены из древесины, по твёрдости соответствующей древесине орехового дерева. Прицел винтовки оснащён откидными дополнительными визирами для стрельбы по низколетящим самолётам.
Винтовка комплектовалась лёгкой откидной сошкой, новым ремнём из прорезиненной ткани и клинковым штыком (сначала штыком «тип 30», в дальнейшем — упрощённым штыком военного времени).
На винтовку мог быть установлен винтовочный гранатомёт «тип 100» обр. 1940 года для метания винтовочно-ручных гранат («тип 91» и «тип 99»). Для метания гранат использовались боевые патроны. Дальность стрельбы осколочной гранатой составляла 75 - 100 метров.
Выпуск винтовок серии Тип 99 с 1940 по 1945 год вели японские арсеналы в Нагое и Кокура, частные оружейные заводы «Дай Ниппон Хэйки Когэ», «Каяба Когэ» и «Токио Юки», «Тоё Юки», корейский арсенал «Йенсен».

## Варианты и модификации
- длинная винтовка «тип 99»[5] — изначальный вариант, выпущено несколько тысяч, в 1940 году производство прекращено[9]
- укороченная винтовка «тип 99»[5] — наиболее массовый вариант, стандартизованный в 1940 году в качестве единого образца винтовки для вооружённых сил[9]
- укороченная винтовка «99 тип 2» — упрощённый вариант военного времени, выпускалась с 1943 года, изготавливалась из металла худшего качества, без сошки, с укороченной ствольной накладкой и упрощённым постоянным прицелом[2].
- укороченная винтовка «99 тип 3» — ещё более упрощённый вариант военного времени, выпускалась после декабря 1943 года. Они имели деревянный затыльник приклада и не имели антабок для крепления ремня[9]. На отдельных винтовках, выпущенных в конце войны, отдельные детали, ранее изготавливавшиеся с использованием механической обработки, заменены деталями, изготовленными литьём. Также на некоторых винтовках отсутствовало ограждение спускового крючка[10]
- снайперская винтовка «тип 99» — производство начато в 1942 году арсеналом Кокура, на винтовки устанавливали сначала 2,5х-кратные оптические прицелы «тип 97», затем — 4х-кратные прицелы «тип 2», а на винтовки, выпущенные в конце войны — 4х-кратные прицелы «тип 4»[11]
- винтовка «тип 00» — карабин для парашютно-десантных подразделений[9]

## Страны-эксплуатанты
- Венгрия[3]
- Республика Корея — осенью 1945 года командование оккупационных войск США в Корее передало стрелковое оружие капитулировавших японских войск на вооружение формируемых подразделений корейской полиции, а после создания в 1946 году военизированных подразделений они использовались в вооружённых силах[12]; к началу 1950 года регулярная армия была перевооружена стрелковым оружием производства США, но японские 7,7-мм винтовки оставались на вооружении территориальных войск и полиции[13]
- Японская империя — массовое перевооружение японской армии новыми винтовками началось в 1939 году, первыми перевооружали части в метрополии, вслед за ними — части, находившиеся в Китае. Они оставались на вооружении до капитуляции Японии в сентябре 1945 года[14].
- Япония — После капитуляции Японии в сентябре 1945 года вооружение японской армии было складировано под контролем оккупационных войск США, однако после создания сил самообороны Японии были переданы на их вооружение[15]. Некоторое количество винтовок оставалось на складском хранении по меньшей мере до начала 1950х годов[16]